# 神谷英樹
神谷英樹（1970年12月19日—）是遊戲設計師。長野縣松本市出生。遊戲代表作為《惡靈古堡2》、《惡魔獵人》、《完美超人JOE》、《大神》、還有《魔兵驚天錄》等等。

## 經歷
在1994年時進入卡普空遊戲公司工作。在协助《謎魔界村》的遊戲開發後、以企畫身份參加開發《惡靈古堡》。1998年发售的《惡靈古堡2》是他第一次擔任監督的遊戲作品，累計共賣出了496萬片（日本国内200万本）。在這之後，他制作的《惡魔獵人》、《完美超人JOE》也得到動作遊戲的极高評價。2004年轉職到卡普空的子公司四葉草工作室並成為《大神》的監督。
2006年7月離開四葉草工作室轉職到SEEDS公司。2007年10月，SEEDS和ODD公司合併，同时更名為白金工作室（Platinum Games）。2023年9月，神谷於個人推特宣布於2023年10月12日離開白金工作室。
神谷離開白金工作室後同一時間，前白金工作室遊戲設計師小山兼人于2023年10月創立四叶草公司（日語：クローバーズ株式会社）。此時由於神谷與白金工作室簽訂了為期一年的競業條款，期間不得參與任何遊戲開發工作，並且四叶草公司對他的參與保持低調，直至2024年10月13日條款到期為止，他才正式轉職到該公司，担任該公司董事。2024年12月，卡普空公布《大神》续作，由四叶草公司参与开发，神谷英树继续担任总监。

## 人物・評價
主要進行新遊戲的開發工作，他開發的遊戲雖然幾乎都會大賣。但他卻沒參加過自己開發的遊戲續作，通常都是由其他團隊替他開發。
由於自己辛辣的發言和表現出自己的興趣，所以讓人對他的開發態度褒貶不一，並他也與另一名有名遊戲製作人板垣伴信經常會有互相諷刺對方的情形。
雖然有「不做續集主義」「被卡普空放逐」等傳言流出，但本人卻沒對此否認。
以熱情的舊遊戲以及經典遊戲迷而出名。2019年時，在Arcade Archives街機遊戲『忍者君 魔城的冒險』的5分鐘最高得分模式中得到創記錄的158680分，並且被金氏世界紀錄認定在案。

## 代表作

### 惡魔獵人
擔任第一代的監督。以惡靈古堡系列為基礎（實際上本作當初就是被當作惡靈古堡四來開發。）而加以製作、並且成為獲得有相當的難度和爽快度的高完成度遊戲的好評。

### 完美超人Joe
擔任第一代的監督。是個採用美式漫畫風的橫向捲軸動作遊戲。以電影的特殊效果（慢動作攝影和特寫攝影）作為主角的特殊能力並且還採用獨特的系統。但是神谷為了開發《大神》而離開《完美超人JOE2》的開發。在之後有發售NDS向作品、GC向作品、PSP向作品但卻沒有正統的續作。有以編劇的身分參加DS・PSP上的開發、還讓《DMC》的但丁以原作中的設定直接登場在其系列作中。

### 大神
神谷轉到四葉草工作室的新作。以充滿日本風的畫面和表現而得到好評、但是銷售量卻無法和前面的作品相比、而沒有獲得商業上的成功。但是銷售量雖少卻因為口耳相傳、而有著很高的消化量。国外在2008年移植到Wii上、日本則在2009年10月15日發售。移植版本由Ready at Dawn Studios進行而不再是四葉草工作室。海外版則因為權利關係而將片尾的四葉草圖案砍掉、不過日本國內版則是有收錄。

## 爭議

### 《魔兵驚天錄3》配音員低薪事件
在Hellena Taylor與2022年10月15日的推文中曝出由於白金游戲工作室只願意向她支付4000美金的配音費用而決定不為《魔兵驚天錄3》配音，理由為“太具有侮辱性了”。Hellena也呼籲所有粉絲們聯合抵制《魔兵驚天錄3》并把用來購買《魔兵驚天錄3》的錢拿去捐給慈善。神谷英樹使用了以下説法回應了Hellena的指控：“對不真實的態度感到悲傷和可悲，這就是我所能說的。”，在相關回應后便大量封鎖批評相關回應和支持Hellena的言論。神谷英樹的推特賬號與2022年10月17日被停用，之后又被重新啟用。

## 作品
- 惡靈古堡（1996年3月22日，卡普空，PS）企畫
- 謎魔界村（1996年8月30日，卡普空，PS、SS）
- 惡靈古堡2（1998年1月29日，卡普空，PS）監督
- 惡魔獵人（2001年8月23日，卡普空，PS2）監督
- 惡靈古堡0（2002年11月21日，卡普空，GC）遊戲設計
- 完美超人JOE（2003年6月26日，卡普空，GC）監督
- 完美超人JOE2 黑膠卷之謎（2004年12月16日，卡普空，GC、PS2）故事
- 大神（2006年4月20日，卡普空，PS2）監督
- 魔兵驚天錄（2009年10月29日，世嘉，PS3、Xbox 360）監督
- 神奇超人101（2013年，任天堂，Wii U）監督
- 魔兵驚天錄2（2014年，任天堂，Wii U）編劇
- 龙鳞化身（中止開發，微软工作室，Xbox One）總監
- 异界锁链（2019年，任天堂，任天堂Switch）制作人
- 魔兵驚天錄3（2022年，任天堂，任天堂Switch）執行監督、編劇
- 大神 续作（待定，卡普空，待定）制作人、监督

## 外部連結
- Platinum Games公式部落格 神谷英樹 （页面存档备份，存于）
- 神谷英樹的X（前Twitter）
- 神谷英樹在Miiverse的页面
- 大神Blog （页面存档备份，存于）